# Borschtschiw
Borschtschiw (ukrainisch Борщів; russisch Борщёв Borschtschjow, polnisch Borszczów) ist eine Stadt im Süden der ukrainischen Oblast Ternopil mit etwa 10.370 Einwohnern.

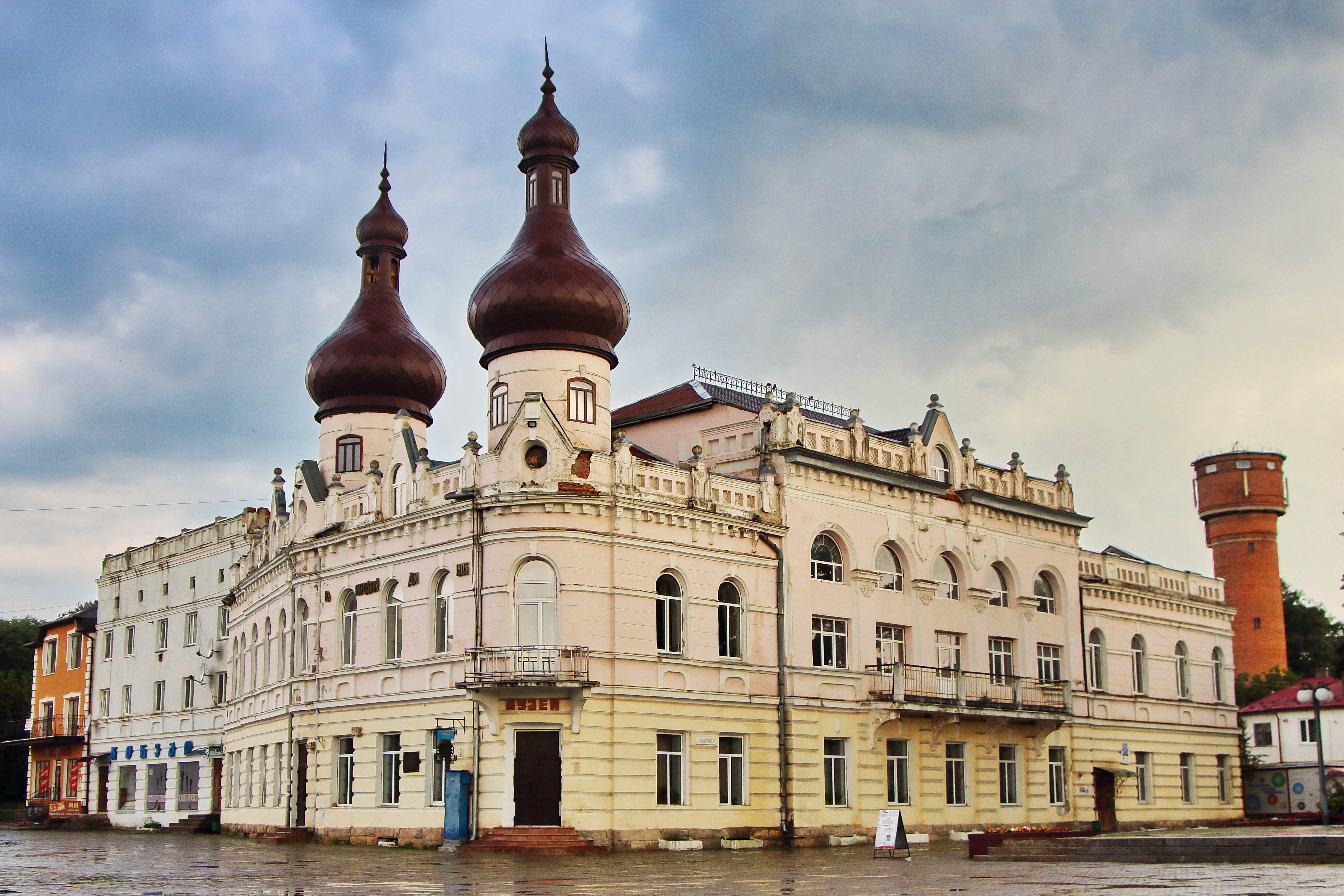
"Russisches Haus" in Borschtschiw

Borschtschiw war bis Juli 2020 das Zentrum des gleichnamigen Rajons und liegt östlich des Flusses Nitschlawa, einem Zufluss des Dnister. Nördlich liegt Tschortkiw und, etwa 110 Kilometer entfernt, die Oblasthauptstadt Ternopil.

## Geschichte
Ein genaues Gründungsdatum von Borschtschiw ist unbekannt. Die erste urkundliche Erwähnung datiert aus dem Jahr 1456. 1629 erhielt der Ort das Stadtrecht nach Magdeburger Recht. Damals lag der Ort in der Woiwodschaft Podolien in der Adelsrepublik Polen-Litauen. Nach der ersten polnischen Teilung 1772 fiel die Stadt als östlicher Teil von Galizien an die Habsburgermonarchie und war hier Sitz der Bezirkshauptmannschaft des Bezirkes Borszczów. Der Bau der Lokalbahn Teresin–Iwanie Puste durch die ostgalizischen Lokalbahnen von Tschortkiw kommend nach Iwane-Puste im Jahre 1898 bewirkte einen wirtschaftlichen Aufschwung für Borschtschiw.
Nach dem Zusammenbruch der Habsburgermonarchie am Ende des Ersten Weltkriegs im November 1918 war die Stadt kurzzeitig Teil der Westukrainischen Volksrepublik. Im Polnisch-Ukrainischen Krieg besetzte das neu gegründete Polen im Juli 1919 auch die letzten Teile der Westukrainischen Volksrepublik. Am 21. November 1919 sprach der Hohe Rat der Pariser Friedenskonferenz Ostgalizien Polen zu.
1919 eroberte Polen unter Józef Piłsudski im Rahmen des polnisch-sowjetischen Krieges Teile der Ukraine und damit auch Borschtschiw, das der neuen Woiwodschaft Tarnopol eingegliedert wurde. Bis 1939, als der Landesteil in Folge der sowjetischen Besetzung Ostpolens an die Ukrainische SSR fiel, war die Stadt polnisch. Seit 1991 gehört Borschtschiw zur unabhängigen Ukraine.

## Verwaltungsgliederung
Am 30. Juni 2016 wurde die Stadt zum Zentrum der neugegründeten Stadtgemeinde Borschtschiw (Борщівська міська громада Borschtschiwska miska hromada), zu dieser zählen auch noch die 8 Dörfer Koroliwka, Muschkatiwka, Pyschtschatynzi, Sloboda-Muschkatiwska, Strilkiwzi, Werchnjakiwzi, Wyssitschka und Zyhany, bis dahin bildete sie die gleichnamige Stadtratsgemeinde Borschtschiw (Борщівська міська рада/Borschtschiwska miska rada) im Zentrum des Rajons Borschtschiw.
Am 12. Juni 2020 kamen noch weitere 17 in der untenstehenden Tabelle aufgelistetenen Dörfer zum Gemeindegebiet.
Seit dem 17. Juli 2020 ist sie ein Teil des Rajons Tschortkiw.
Folgende Orte sind neben dem Hauptort Borschtschiw Teil der Gemeinde:
| Name                     | Name                  | Name                                             | Name                     | Name |
| ukrainisch transkribiert | ukrainisch            | russisch                                         | polnisch                 |      |
| ------------------------ | --------------------- | ------------------------------------------------ | ------------------------ | ---- |
| Babynzi                  | Бабинці               | Бабинцы (Babinzy)                                | Babińce (ad Krzywcze)    |      |
| Chudijiwzi               | Худіївці              | Худиевцы (Chudijewzy)                            | Chudyjowce               |      |
| Hlybotschok              | Глибочок              | Глубочок (Glubotschok)                           | Głęboczek                |      |
| Hrabiwzi                 | Грабівці              | Грабовцы (Grabowzy)                              | Grabowiec                |      |
| Konstanzija              | Констанція            | Констанция                                       | Konstancja, Konstancya   |      |
| Koroliwka                | Королівка             | Королёвка (Koroljowka)                           | Korolówka                |      |
| Kosatschtschyna          | Козаччина             | Козаччина (Kosatschtschina)                      | Kozaczyzna               |      |
| Krywtsche                | Кривче                | Кривче (Kriwtsche)                               | Krzywcze                 |      |
| Laniwzi                  | Ланівці               | Лановцы (Lanowzy)                                | Łanowce                  |      |
| Muschkatiwka             | Мушкатівка            | Мушкатовка (Muschkatowka)                        | Muszkatówka, Muszkatowce |      |
| Oserjany                 | Озеряни               | Озеряны                                          | Jezierzany               |      |
| Pylatkiwzi               | Пилатківці            | Пилатковцы (Pilatkowzy)                          | Piłatkowce               |      |
| Pyschtschatynzi          | Пищатинці             | Пищатинцы (Pischtschatinzy)                      | Piszczatyńce             |      |
| Sapohiw                  | Сапогів               | Сапогов (Sapogow)                                | Sapohów, Sapahów         |      |
| Schuparka                | Шупарка               | Шупарка                                          | Szuparka                 |      |
| Schylynzi                | Жилинці               | Жилинцы (Schilinzy)                              | Zielińce                 |      |
| Schyschkiwzi             | Шишківці              | Шишковцы (Schischkowzy)                          | Szyszkowce               |      |
| Skowjatyn                | Сков'ятин             | Сковятин (Skowjatin)                             | Skowiatyn                |      |
| Slobidka-Muschkatiwska   | Слобідка-Мушкатівська | Слободка-Мушкатовская (Slobodka-Muschkatowskaja) | Słobódka Muszkatowiecka  |      |
| Strilkiwzi               | Стрілківці            | Стрелковцы (Strelkowzy)                          | Strzałkowce              |      |
| Tulyn                    | Тулин                 | Тулин (Tulin)                                    | Tulin                    |      |
| Werchnjakiwzi            | Верхняківці           | Верхняковцы (Werchnjakowzy)                      | Wierzchniakowce          |      |
| Wowkiwzi                 | Вовківці              | Волковцы (Wolkowzy)                              | Wołkowce (ad Borszczów)  |      |
| Wyssitschka              | Висічка               | Высичка                                          | Wysuczka                 |      |
| Zyhany                   | Цигани                | Цыганы (Zygany)                                  | Cygany                   |      |